# Werner Hunzinger
Werner Hunzinger (* 17. März 1816 in Krefeld, Provinz Jülich-Kleve-Berg; † 1861 in New York City) war ein deutschamerikanischer Stillleben-, Landschafts- und Genremaler der Düsseldorfer Schule.

## Leben
Hunzinger war ein Schüler des Stilllebenmalers Johann Wilhelm Preyer. Ferner soll er Schüler von Georg Philipp Schmitt gewesen sein. Vermutlich um 1848 oder in den frühen 1850er Jahren wanderte er in die Vereinigten Staaten aus. Seither verzeichnen Register von New York City und Brooklyn seinen Namen. Dort betätigte er sich außerdem als Importeur von Seidenwaren. 1852 stellte er Stillleben bei der American Art-Union aus.